# قائمة الهجمات الإسرائيلية على فلسطين
فيما يلي قائمة الهجمات الإسرائيلية على الفلسطينيين:

## قطاع غزة
فيما يلي قائمة بالهجمات الإسرائيلية المتتالية على قطاع غزة:
- 2000: مقتل محمد الدرة.
- 2004:
  - مايو: عملية قوس قزح.
  - يونيو: اجتياح بيت حانون.
  - سبتمبر: معركة أيام الغضب.
- 2005: الانسحاب الإسرائيلي من قطاع غزة.
- 2006:

- 9 يونيو: انفجار شاطيء غزة 2006.
- 28 يونيو: عملية أمطار الصيف.
- 1 نوفمبر: عملية غيوم الخريف.
- 8 نوفمبر: قصف بيت حانون 2006.
- 2008:

- فبراير: محرقة غزة.
- أبريل: حادثة بيت حانون (نيسان 2008).
- يونيو: وقف إطلاق النار بين إسرائيل وحماس 2008.
- ديسمبر: الحرب على غزة.
- 2009: الحرب على غزة، قائمة الهجمات الإسرائيلية على غزة.
- 2010:

- مارس:اشتباكات غزة-إسرائيل (مارس 2010).
- مايو: أسطول الحرية.
- 2011: العمليات التفجيرية في إيلات (2011).
- 2012:

- مارس:اشتباكات غزة-إسرائيل (مارس 2012).
- نوفمبر: الحرب على غزة 2012.
- 2014: الحرب على غزة 2014. قائمة الاعتداءات الإسرائيلية وضحايا الحرب على غزة 2014.
- 2015: الانتفاضة الفلسطينية (2015-2016).
- 2018:

- مارس: احتجاجات غزة الحدودية.
- نوفمبر: اشتباكات غزة-إسرائيل (نوفمبر 2018).
- 2019:

- مارس: اشتباكات غزة-إسرائيل (مارس 2019). احتجاجات غزة الحدودية 2018-2019.
- مايو: اشتباكات غزة-إسرائيل (مايو 2019).